# Río Bañuelos (vattendrag i Spanien, lat 41,67, long -3,69)
Río Bañuelos är ett vattendrag i Spanien.   Det ligger i provinsen Provincia de Burgos och regionen Kastilien och Leon, i den centrala delen av landet, 140 km norr om huvudstaden Madrid.